# غاكو هارادا
غاكو هارادا (باليابانية: 原田 岳) (مواليد 22 مايو 1998)، هو لاعب كرة قدم كان يلعب كحارس مرمى.

## وصلات خارجية
- غاكو هارادا على موقع رابطة كرة القدم اليابانية للمحترفين (اليابانية)
- غاكو هارادا على موقع قاعدة بيانات كرة القدم.إي يو (الإنجليزية)
- غاكو هارادا على موقع Soccerway.com (الإنجليزية)
- غاكو هارادا على موقع عالم كرة القدم.نت (الإنجليزية)